# Beatrice av Flandern
Beatrice av Flandern, född 1253, död 1296, var grevinna av Holland genom sitt giftermål med greve Floris V av Holland (1254-1296).   Hon var dotter till Guy de Dampierre, greve av Flandern, och Machteld de Bethune. 
Äktenskapet hade arrangerats 1269 som en fredsallians mellan ärkefienderna Flandern och Holland, men staterna fortsatte att driva krig mot varandra under hennes makes regeringstid. Beatrice ställde sig på sin makes sida mot Flandern och stödde hans politik att alliera sig med England mot Flandern och ersätta Flandern med Holland som Englands allierade i Nederländerna, och hon agerade flera gånger personligen som diplomat för att åstadkomma det, främst 1277-78. Hon fungerade som regent i Holland under makens flertaliga besök i England, och insattes 1281 av honom som regent om han skulle avlida när deras son fortfarande var minderårig. 